# 올림픽 시리아 선수단
올림픽 시리아 선수단은 시리아 대표로 올림픽에 참가하는 선수단이다. 공식적으로 "시리아 아랍 공화국"으로 알려진 시리아는 1948년 올림픽 게임에 처음 참가했으며, 이때 다이빙 선수 조헤이르 알 쇼르바기(Zouheir Al-Shourbagi)가 1948년 런던 올림픽에서 유일한 경쟁자였으며 남자 플랫폼에서 10위를 차지했다. 그 후 시리아는 1960년에 시리아가 아랍 연합 공화국의 일부로서 이집트와 경쟁했음에도 불구하고 다음 4개의 올림피아드에 참가하지 못했다. 시리아는 1968년에 올림픽에 복귀했고, 1976년 올림픽을 놓친 단 한 번의 하계 올림픽을 제외한 모든 대회에 선수들을 파견했다. 시리아는 동계 올림픽에 참가한 적이 없다.
시리아 국가 올림픽 위원회는 1948년 창설되었으며, 1948년 1월 31일 장크트 모리츠에서 열린 IOC 총회에서 국제 올림픽 위원회(IOC)의 승인을 받았다. 시리아 선수들은 육상, 자유형 레슬링, 역도, 복싱 등 4개 종목에서 총 4개의 메달을 획득했다.

## 종목별 메달 집계
| 경기   | 금 | 은 | 동 | 합계 |
| ------ | -- | -- | -- | ---- |
| 육상   | 1  | 0  | 0  | 1    |
| 레슬링 | 0  | 1  | 0  | 1    |
| 복싱   | 0  | 0  | 1  | 1    |
| 역도   | 0  | 0  | 1  | 1    |
| 합계   | 1  | 1  | 2  | 4    |

## 메달리스트 목록
| 메달   | 선수          | 대회                | 종목   | 세부종목           |
| ------ | ------------- | ------------------- | ------ | ------------------ |
| 은메달 | 조세프 아티예 | 1984년 로스앤젤레스 | 레슬링 | 남자 자유형 헤비급 |
| 금메달 | 가다 쇼우아   | 1996년 애틀랜타     | 육상   | 여자 7종경기       |
| 동메달 | 나세르 알샤미 | 2004년 아테네       | 복싱   | 남자 헤비급        |
| 동메달 | 만 아사드     | 2020년 도쿄         | 역도   | 남자 109+kg급      |

## 같이 보기
- 분류:시리아의 올림픽 참가 선수
- 시리아 올림픽 위원회